# Abella d’Adons
Abella d'Adons – miejscowość w Hiszpanii, w Katalonii, w prowincji Lleida, w comarce Alta Ribagorça, w gminie El Pont de Suert.
Według danych opublikowanych przez Institut d’Estadística de Catalunya w 2008 i 2009 roku liczyła 4 mieszkańców, w 2014 roku – 3 mieszkańców, w 2015 roku – 2 mieszkańców, a w 2019 i 2020 roku w miejscowości nie mieszkała ani jedna osoba.